# Marthe De Pillecyn

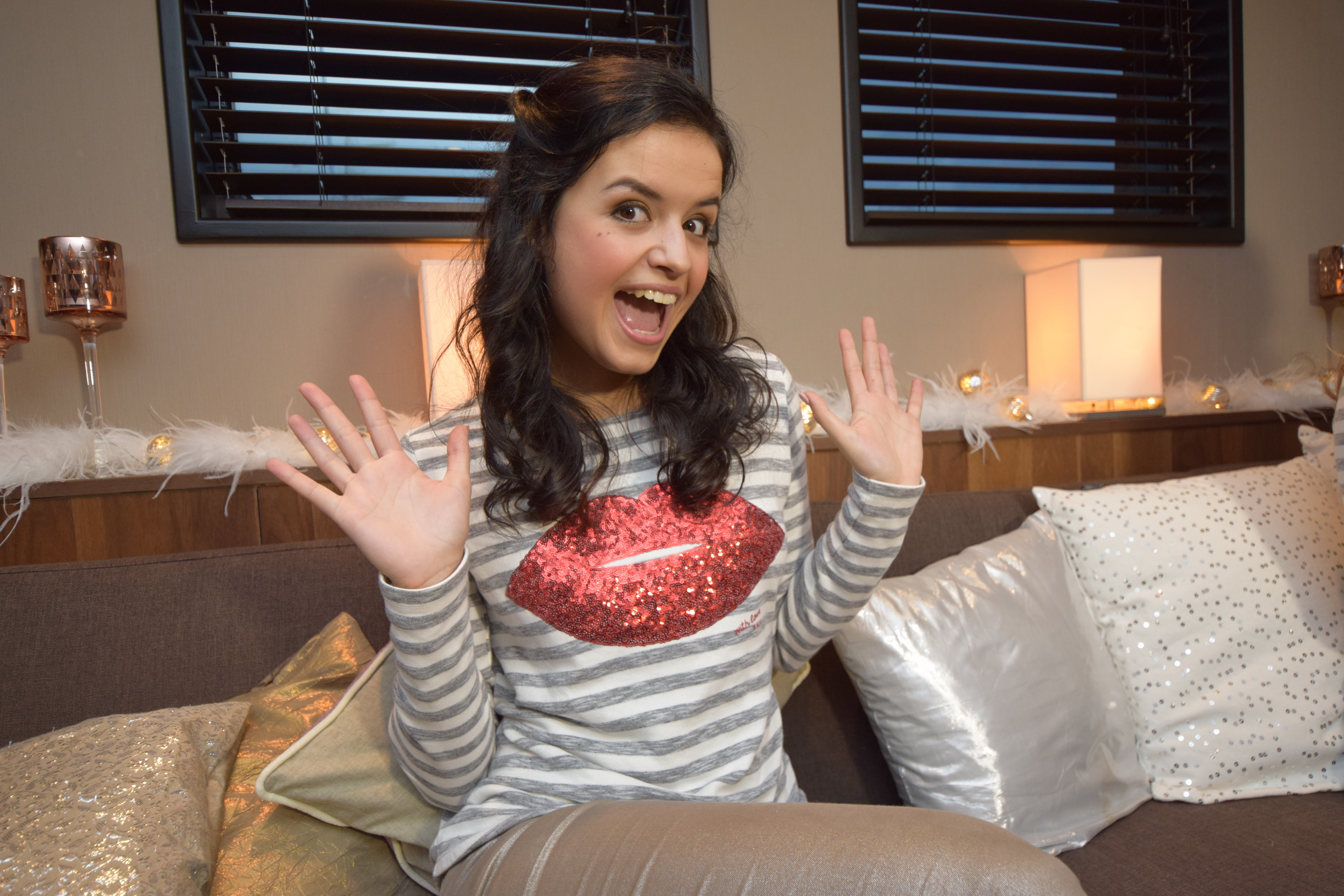
Marthe De Pillecyn en 2015

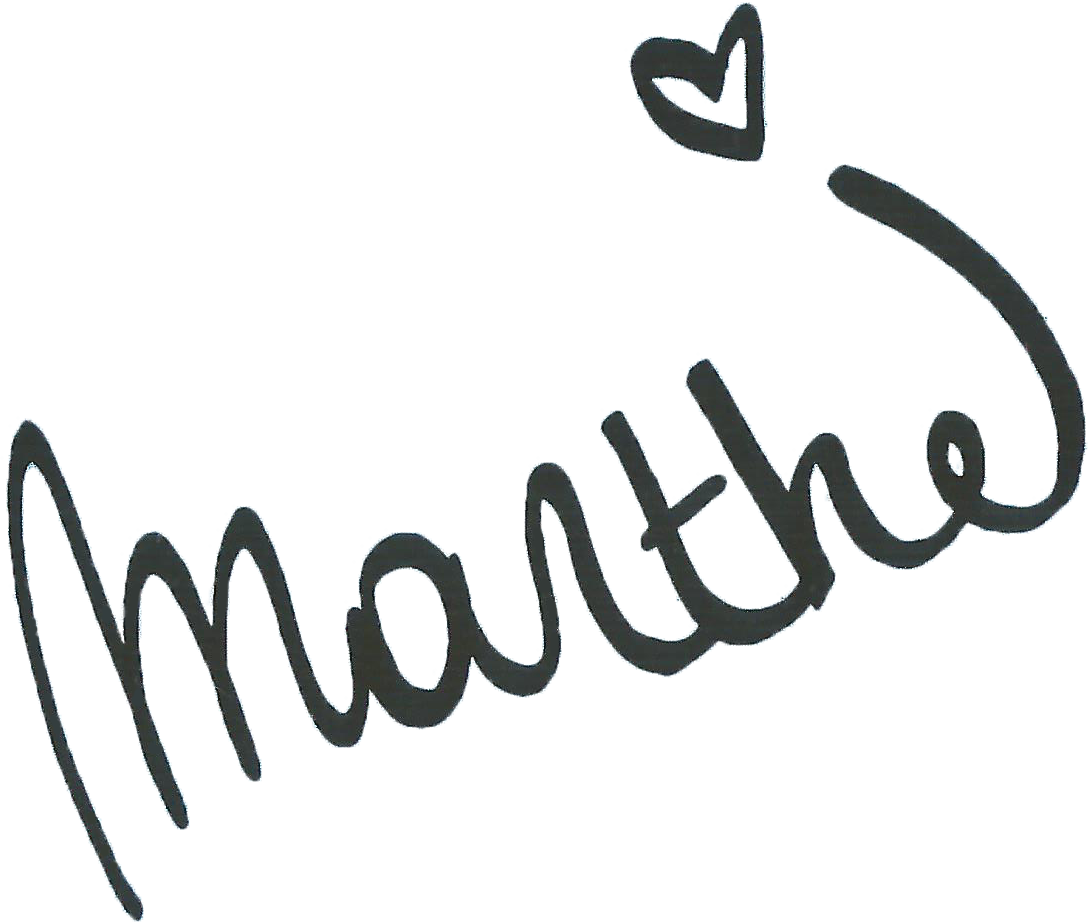
Signature

Marthe De Pillecyn (née à Duffel, en Belgique, le 16 juillet 1996) est une chanteuse, actrice (musicale) et présentatrice belge qui fait partie du groupe K3 depuis 2015.

## Enfance et vie privée
Marthe De Pillecyn est actif en tant que chanteur du groupe K3 depuis 2015 et en était le plus jeune membre jusqu'à fin 2021. Elle a étudié à l’institut catholique Sint-Norbertusinstituut à Duffel, en Belgique mais elle a interrompu ses études pour pouvoir faire partie du nouveau groupe K3 .  De plus, elle fait partie de la chorale Studio 100 depuis l'âge de 10 ans, avec laquelle elle s'est produite, entre autres, au Palais des sports d'Anvers et à Amsterdam ArenA. Elle a déjà chanté en fond musical à plusieurs reprises lors de représentations de K3. Elle a également publié un certain nombre de reprises sur sa propre chaîne YouTube.
Marthe De Pillecyn entretenait depuis plusieurs années une relation avec Viktor Verhulst, le fils du patron Gert Verhulst. En novembre 2017, ils ont été élus « Couple préféré des Flandres ». Ils ont rompu en 2018. Depuis 2022, Marthe De Pillecyn est mariée au chorégraphe du Studio 100 Sinerjey Meyfroodt, avec qui elle est en couple depuis 2019. Ensemble, ils dirigent également un studio de danse.

## Carrière
En 2013, elle participe à l’émission de télévision Belgium's Got Talent alors qu’elle est membre de la Young Artist Academy (le chœur de Studio 100), un groupe composé de 53 choristes de 9 à 25 ans. En 2015, elle participe à l’émission de télévision K3 zoekt K3 (K3 cherche K3), destinée à trouver trois nouvelles membres du groupe K3 pour prendre la succession de Karen Damen, Kristel Verbeke et Josje Huisman. Marthe De Pillecyn est finalement sélectionnée le 6 novembre 2015. Elle forme le nouveau groupe avec Klaasje Meijer et Hanne Verbruggen ,. Elles deviennent ainsi toutes trois les nouvelles membres de ce groupe de filles.
Après que Meijer a annoncé en février 2021 qu'il quitterait le K3, Marthe De Pillecyn et Hanne Verbruggen ont commencé à chercher un nouveau collègue dans le programme K2 zoekt K3 (K2 cherche K3) la même année. Fin novembre 2021, Julia Boschman remporte le concours et complète à nouveau le groupe féminin.

## Télévision
- Belgium's Got Talent (2013) en tant que candidate dans le groupe Young Artist Academy
- Galaxy Park (2013) en tant que figurante
- Ghost Rockers (2014) en tant que figurante
- K3 zoekt K3 (2015) en tant que candidate et gagnante avec Hanne Verbruggen et Klaasje Meijer
- K3 - Muziekclips (2015-présent) dans son propre rôle
- Welkom bij K3 (2015) dans son propre rôle
- Dit is K3 (2016) dans son propre rôle
- Wij zijn K3 (2016) dans son propre rôle
- K3 (série télévisée) (série d’animation, 2016) voix de Marthe (Kate), dans la version originale
- Is er Wifi in Tahiti? (2016) en tant que candidate avec Hanne Verbruggen et Klaasje Meijer
- Iedereen K3 (2016-2017) en tant que présentatrice
- K3 Dansstudio (2016-2017) en tant que présentatrice
- 2 Meisjes op het Strand (2016) en tant que présentatrice
- Radio 2 Zomerhit (2016-2017) en tant que présentatrice
- Het dagboek van K3 (2016-2018) dans son propre rôle
- K3 Vlogt (2017-présent) dans son propre rôle
- Tegen de Sterren op (2017) dans son propre rôle
- Camping Karen & James (2017) dans son propre rôle
- Overal K3 (2017) dans son propre rôle
- Wedden dat ik het kan (2017) dans son propre rôle
- Knoop Gala (2017) dans son propre rôle
- De tafel van K3 (2018) en tant que présentatrice
- The Voice Kids (2018-2022) en tant que membre du jury/coach avec Hanne Verbruggen, Klaasje Meijer (2018-2020) et Julia Boschman (2022)
- Zet 'm op! (2018) dans son propre rôle
- K3 Roller Disco (2018-2020) en tant que Marthe
- K3 Dromen (2019) en tant que Marthie
- Het Rad (2020) dans son propre rôle
- Code van Coppens (2020) en tant que candidate avec Hanne Verbruggen et Klaasje Meijer
- K3 Roller Disco Club (2020) en tant que présentatrice
- K2 zoekt K3 (2021) dans son propre rôle
- K2 zoekt mee (2021) dans son propre rôle
- K3, een nieuw begin (2021) dans son propre rôle
- Marble Mania (2022) en tant que candidate avec Hanne Verbruggen et Julia Boschman
- K3, een nieuwe start (2022) dans son propre rôle
- Zin in Zappelin (2022) dans son propre rôle
- K3 Vriendenboek (2022) dans son propre rôle
- K3, één jaar later (2022) dans son propre rôle
- The Big Show (2022) dans son propre rôle
- Liefde voor muziek (2023-2024) en tant que candidate avec Hanne Verbruggen et Julia Boschman
- Team K3 (2023) dans son propre rôle
- Een terugblik op 25 jaar K3 (2023) dans son propre rôle

## Film
- K3 Love Cruise (2017) en tant que Marthe
- K3 Dans van de farao (2020) en tant que Marthe
- K3 en het lied van de zeemeermin (2024) en tant que Marthe

## Théâtre
| Année        | Titre                    | Rôle     | Producteur |
| ------------ | ------------------------ | -------- | ---------- |
| 2009-2014    | De Grote Sinterklaasshow | Choriste | Studio 100 |
| 2015-présent | De Grote Sinterklaasshow | Marthe   | Studio 100 |
| 2015-2016    | Afscheidstour            | Marthe   | Studio 100 |
| 2017         | K3 in de ruimte          | Marthe   | Studio 100 |
| 2018         | K3 Vlindershow           | Marthe   | Studio 100 |
| 2019         | 20 jaar K3               | Marthe   | Studio 100 |
| 2021         | K3 Dromenshow            | Marthe   | Studio 100 |
| 2022         | Kom erbij!               | Marthe   | Studio 100 |
| 2022-2023    | K3 Live in Concert       | Marthe   | Studio 100 |
| 2023         | Vleugels                 | Marthe   | Studio 100 |
| 2023         | K3 Live Late Night       | Marthe   | Studio 100 |
| 2023-2024    | Studio 100 Sing Along    | Marthe   | Studio 100 |
| 2024         | De 3 Biggetjes           | Knirri   | Studio 100 |